# Denise Tantucci
Denise Tantucci (Fano, 14 marzo 1997) è un'attrice italiana.

## Biografia
Nasce a Fano da padre italiano e madre tedesca. Prima di entrare nel mondo dello spettacolo, inizia studiando teatro nella sua città natale. Nel 2012 si trasferisce a Roma per studiare recitazione.
Inizia la sua carriera lavorativa interpretando la parte di Giusy nella quinta stagione di Provaci ancora prof! e la parte di Dafne nella nona stagione di Don Matteo. Nel 2014 interpreta il personaggio di Giada Spanoi, ragazza albanese alla ricerca dei genitori emigrati tempo prima, nella nona stagione di Un medico in famiglia. Sarà questa serie a portarle la popolarità.
Contemporaneamente si dedica anche al canto e alla scrittura. Nel 2013 esce la sua prima canzone, Dressed in Blood, e nell'ottobre dello stesso anno pubblica il suo primo libro di poesie, Fantasticherie e congetture, edito dalla Aletti Editore.
Nel 2014 scrive e produce il suo primo spettacolo, Un doppio legame, andato in scena a settembre. Nello stesso anno entra nel cast della seconda stagione di Braccialetti rossi e della terza di Fuoriclasse.. Sempre a settembre gira il film Ma tu di che segno 6?, regia di Neri Parenti, nelle sale dall'11 dicembre 2014..
Nel 2015 continua la sua esperienza cinematografica, entrando nel cast del film internazionale Ben-Hur, remake del celebre Ben-Hur di William Wyler. Nello stesso anno ritorna sul set per le riprese della terza stagione di Braccialetti rossi, durante le quali partecipa insieme ai colleghi allo spot del Garante dell'Infanzia contro la discriminazione giovanile.
Nel 2016 ottiene il ruolo di Irene nella fiction italiana Sirene. 
Nel 2018 è protagonista di Likemeback di Leonardo Guerra Seràgnoli, insieme a Blu Yoshimi e Angela Fontana; il film viene presentato alla 71ª edizione del Locarno Festival. Successivamente è protagonista del film Buio di Emanuela Rossi, presentato ad Alice nella città.
Nel 2019 entra a far parte del cast del nuovo film di Nanni Moretti, Tre piani.
Nel 2020 si laurea in fisica all'Università degli Studi di Milano.
Nel 2022 è testimonial dell'acqua minerale Rocchetta insieme ad Elena Santarelli.

## Filmografia

### Attrice

#### Cinema
- Ma tu di che segno 6?, regia di Neri Parenti (2014)
- Ben-Hur, regia di Timur Bekmambetov (2016)
- Likemeback, regia di Leonardo Guerra Seràgnoli (2018)
- Buio, regia di Emanuela Rossi (2019)
- Gli indifferenti, regia di Leonardo Guerra Seràgnoli (2020)
- In vacanza su Marte, regia di Neri Parenti (2020)
- Tre piani, regia di Nanni Moretti (2021)
- Il principe di Roma, regia di Edoardo Falcone (2022)
- Io e mio fratello, regia di Luca Lucini (2023)
- Hotspot - Amore senza rete, regia di Giulio Manfredonia (2023)
- Castelrotto, regia di Damiano Giacomelli (2023)
- Wanted, regia di Fabrizio Ferraro (2023)
- Deer Girl, regia di Francesco Jost (2023)
- Prophecy, regia di Jacopo Rondinelli (2024)

#### Televisione
- Provaci ancora prof! – serie TV, episodio 5x1 (2013)
- Don Matteo – serie TV, episodio 9x10 (2014)
- Un medico in famiglia – serie TV, 14 episodi (2014)
- Braccialetti rossi – serie TV, 11 episodi (2015-2016)
- Fuoriclasse – serie TV, 8 episodi (2015)
- Sirene – serie TV, 6 episodi (2017)
- Sei donne - Il mistero di Leila - serie TV, 5 episodi (2023)
- Maria Corleone (seconda stagione), regia di Mauro Mancini - serie TV, 8 episodi (2025)

#### Cortometraggi
- Destini incrociati, regia di Yvonne D'Abbraccio (2012)
- Darkly, regia di Alessio Liguori (2016)
- Promesse promesse, regia di Carolina Pavone (2018)
- The Receptionist, regia di Giuseppe Piva (2019)
- Risvegli, regia di Paolo Doppieri (2020)
- Chiudi gli occhi e guardami, regia di Andrea Castoldi (2020)
- Garatti, regia di Ferzan Özpetek (2025)

#### Videoclip
- Dressed in Blood di Denise Tantucci (2013)
- Il bene si avvera di Niccolò Agliardi & Braccialetti Rossi (2015)
- Simili di Laura Pausini (2015)

## Teatro
- Revolutionary road, regia di Yvonne D'Abbraccio (2012)
- Moulin Rouge, regia di Yvonne D'Abbraccio (2012)
- Le relazioni pericolose, regia dello staff dell'YD'Actors (2012)
- La strana coppia di Neil Simon, regia di Yvonne D'Abbraccio (2013)
- The quiet, regia di Yvonne D'Abbraccio (2014)
- Un doppio legame, scritto e prodotto da Denise Tantucci, regia di Filippo Mantoni (2014)

## Brani musicali
- Dressed in Blood (2013)
- Lullaby - Un medico in famiglia 9 (2014)

## Campagne pubblicitarie
- Rocchetta (2022)

## Scritti
- Fantasticherie e congetture (2013)

## Riconoscimenti
- Premio Internazionale di Letteratura Alda Merini per il libro Fantasticherie e congetture (2014)
- Premio Rodolfo Valentino "New Generation" (2015)[8]
- Sydney Science Fiction Film Festival Best Actress per "Buio" (2020)